# Ейвінд Сторфлор
Ейвінд Сторфлор (норв. Øyvind Storflor, нар. 18 грудня 1979, Тронгейм) — норвезький футболіст, що грав на позиції нападника за низку норвезьких клубних команд та національну збірну Норвегії.
Шестиразовий чемпіон Норвегії.

## Клубна кар'єра
Народився 18 грудня 1979 року в місті Тронгейм. Вихованець футбольної школи клубу «Русенборг». Дорослу футбольну кар'єру розпочав 1999 року в основній команді того ж клубу, в якій у статусі гравця резерву провів два сезони, за результатами яких команда ставала чемпіоном Норвегії.
Протягом 2001—2002 років захищав кольори клубу «Мосс», після чого повернувся до «Русенборга». Цього разу відіграв за команду з Тронгейма наступні шість сезонів своєї ігрової кар'єри, здобувши ще три титули чемпіона Норвегії.
2009 року уклав контракт з клубом «Стремсгодсет», у складі якого провів наступні вісім років своєї кар'єри гравця. Був гравцем основного складу команди і допоміг їй у сезоні 2013 року виграти чемпіонський титул, який для самого гравця став шостим у кар'єрі.
Завершував ігрову кар'єру в «Рангеймі», за який виступав протягом 2017—2019 років.

## Виступи за збірні
Протягом 2000–2001 років залучався до складу молодіжної збірної Норвегії. На молодіжному рівні зіграв у чотирьох офіційних матчах, забив один гол.
2005 року дебютував в офіційних матчах у складі національної збірної Норвегії. Провів того раку ще дві гри за збірну, після чого довгий час до її лав не викликався. Четверту і останню гру за національну команду провів лише 2013 року.
| Дата       | Місто      | Господарі | Результат | Гості    | Турнір           | Голи | Примітки |
| ---------- | ---------- | --------- | --------- | -------- | ---------------- | ---- | -------- |
| 22/01/2005 | Ель-Кувейт | Кувейт    | 1 – 1     | Норвегія | товариський матч | -    |          |
| 25/01/2005 | Ріффа      | Бахрейн   | 0 – 1     | Норвегія | товариський матч | -    |          |
| 28/01/2005 | Амман      | Йорданія  | 0 – 0     | Норвегія | товариський матч | -    |          |
| 11/10/2013 | Марибор    | Словенія  | 3 – 0     | Норвегія | товариський матч | -    |          |
| Усього     |            | Матчів    | 4         |          | Голів            | 0    |          |

## Титули і досягнення
- Чемпіон Норвегії (6):

«Русенборг»: 1999, 2000, 2003, 2004, 2006
«Стремсгодсет»: 2013
- Володар Кубка Норвегії (3):

«Русенборг»: 1999, 2003
«Стремсгодсет»: 2010